# Forbach (Moselle)
Forbach (Aussprache französisch [fɔʀ'bak], deutsch ['foʁbax], lothringisch Fuerboch) ist eine französische Stadt im Département Moselle in der Region Grand Est (bis 2016 Lothringen).

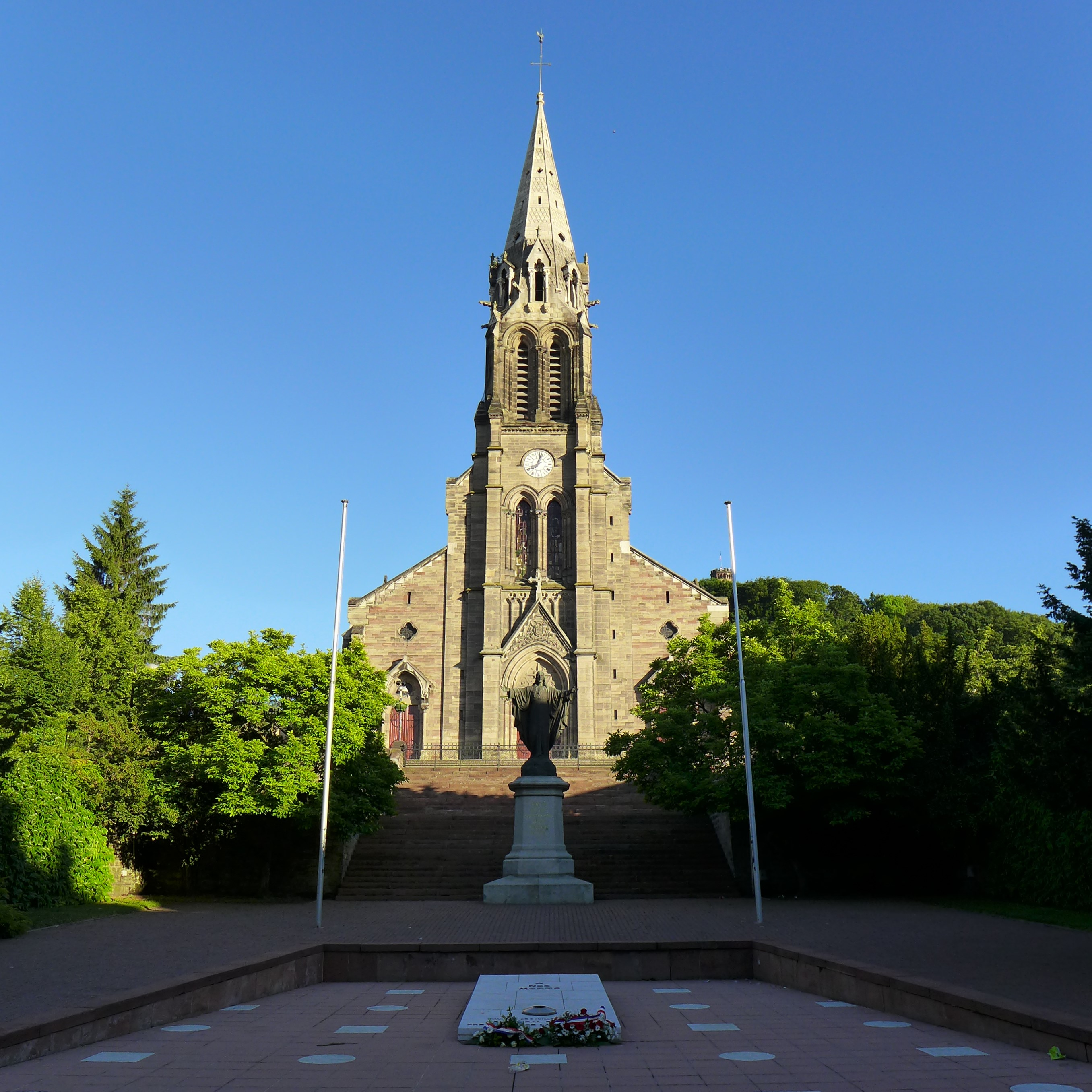
Forbach, Neofrühgotische Kirche St. Remigius von 1868 mit Weihedenkmal der Stadt Forbach an das Heiligste Herz Jesu von 1923 und Kriegergedenkstätte, die am 2. Juli 1961 durch Charles de Gaulle eingeweiht wurde

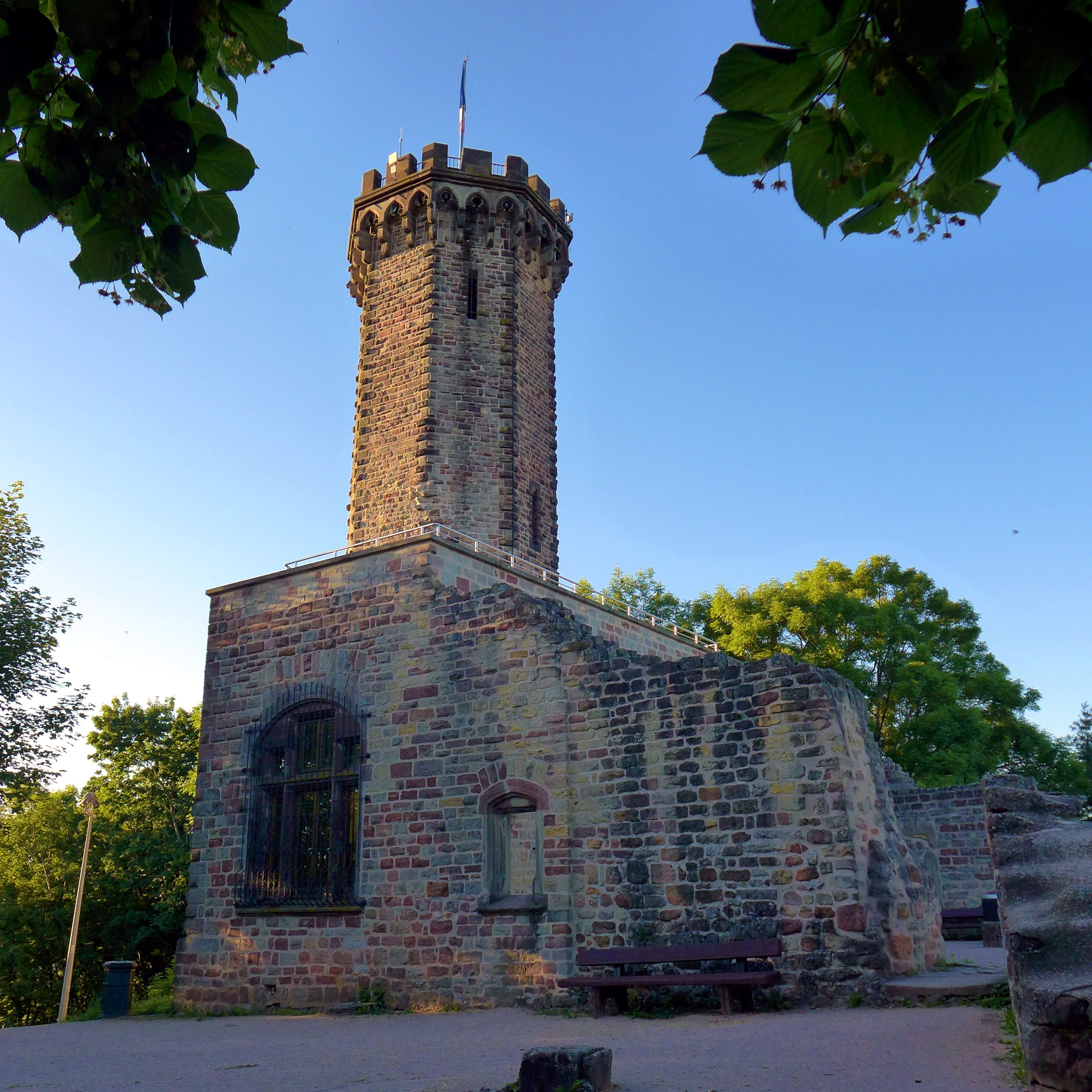
Forbach, Turm Saareck auf dem Schlossberg, 328 m Höhe über dem Meeresspiegel; Die ursprüngliche Burg vom Ende des 12./Anfang des 13. Jahrhunderts wurde während des Dreißigjährigen Krieges auf Befehl Ludwigs XIII. im Jahr 1634 zerstört. Der aktuelle oktogonale Turm wurde auf den Grundmauern des runden, mittelalterlichen Saareck-Turmes von 1437 durch Paul Tornow im Jahr 1891 errichtet.

Forbach ist Verwaltungssitz des Arrondissements Forbach-Boulay-Moselle und des Gemeindeverbands Forbach Porte de France.

## Geographie
Forbach liegt in Lothringen im Warndt, etwa 60 Kilometer ostnordöstlich von Metz an einem Zufluss der Rossel am Fuß des Schlossbergs.
Hier verläuft eine europäische Hauptverkehrsachse. Das Stadtzentrum Forbachs ist etwa fünf Kilometer von der deutschen Grenze entfernt, die hier die Gemarkungsgrenze der saarländischen Landeshauptstadt Saarbrücken bildet. Forbach liegt im Westteil des Saarkohlebeckens (siehe Bergbau im Saarland). Die Entfernung nach Luxemburg (Stadt) beträgt etwa 90 Kilometer.
Nachbargemeinden von Forbach sind Saarbrücken (D, Stadtteil Gersweiler) im Norden, Schœneck (deutsch Schöneck) und Stiring-Wendel (Stieringen-Wendel) im Nordosten, Spicheren (Spichern) und Etzling (Etzlingen) im Osten, Behren-lès-Forbach (Behren) im Südosten, Œting (Ötingen) im Süden, Morsbach im Südwesten, Großrosseln (D, Saarland) im Westen sowie Petite-Rosselle (Kleinrosseln) im Nordwesten.

## Geschichte
Forbach war im Mittelalter Hauptort eines Lehens des Herzogtums Lothringen im Heiligen Römischen Reich mit einer Burg auf dem Kappelberg/Schlossberg als Herrschaftssitz. Ältere Ortsbezeichnungen sind Furpac (10. Jh.), Forbacum (1004 und 1015), Forsbas (1147), Forpach (1191), Forperch (1277), Furpage (1278), Forbach prope Linpach (1288), Fourpach, Forpach, Forpac, Fourpac (1291), Furpach (1297), Forbachum (1338), Fourpac (1348), Forbach (1350), Furpach, Furbach (1399), Fortspach (1429), Forpach, Fourpach (1525) sowie Fortbach, Fyrtbach und Fourbach (1645). In einer Urkunde vom Jahr 995 bestätigt Kaiser Otto III. dem Kloster Saint-Vanne bei Verdun auch Besitz in Borbac (Reg. Imp. II, 1137). Dies ist die bisher älteste entdeckte Urkunde über Forbach. Ein Brief des Metzer Bischofs Adhemar von 1338 erwähnt die heute noch gut erhaltene Heilig-Kreuz-Kapelle „iuxta Forbachum“ (nahe bei Forbach). Zwar wird in der Literatur die Aussage wiederholt, die im 13. Jahrhundert renovierte gotische Kreuzkapelle auf dem nahegelegenen Kreuzberg weise die Gravur „958“ auf, es handelt sich jedoch um eine irrtümliche Interpretation gotischer Ziffern, die als 1458 zu lesen sind.
Die Burganlage, die auf Fundamentresten eines ehemaligen Römertempels errichtet worden war und von der noch Ruinen erhalten sind, wurde unter dem französischen König Ludwig XIV. geschleift.
Die Herrschaft Forbach befand sich im Mittelalter nacheinander im Besitz verschiedener Adelsfamilien, deren männliche Mitglieder oft als Söldner für die Stadt Metz Dienst taten. Die Ländereien hatten auch einmal der Abtei St. Vitonus in Verdun gehört. Als Besitzer werden u. a. genannt die Familien Sierck, Daun-Falkenstein, Hohenfels. Leiningen und Eberstein. 1717 und 1757 wurden die Besitzer in den Grafenstand erhoben.
Nach dem Frankfurter Frieden vom 10. Mai 1871 kam der Ort an das deutsche Reichsland Elsaß-Lothringen; Forbach war Verwaltungssitz des Landkreises Forbach im Bezirk Lothringen. In der Garnison von Forbach war seit 1871 eine Eskadron des 5. bayerischen Chevaulegers-Regiments stationiert. Im Jahr 1861 hatte Forbach 4860 Einwohner. Um 1900 hatte Forbach eine evangelische und eine katholische Kirche, eine Synagoge, ein Progymnasium und war Sitz eines Amtsgerichts.
Nach dem Ersten Weltkrieg kam Forbach aufgrund der Bestimmungen des Versailler Vertrags zusammen mit Elsaß-Lothringen an Frankreich. Während des Zweiten Weltkriegs wurde die Region von der deutschen Wehrmacht besetzt und wurde Teil des faktisch annektierten CdZ-Gebiets Lothringen.
Zum 1. April 1943 wurde die Stadt Forbach, die bereits um Stieringen und Schönecken vergrößert worden war, zusammen mit den Gemeinden Alstingen, Kleinrosseln und Spichern aus dem Landkreis Sankt Avold herausgelöst und als besonderer Verwaltungsbezirk Forbach in die Verwaltung der Stadt und des Stadtkreises Saarbrücken überführt. Das geschah im Vorgriff auf die Bildung des Reichsgaues Westmark – die bis Kriegsende nicht mehr stattgefunden hat – und die geplante formelle Eingemeindung nach Saarbrücken. Nach Kriegsende kam die Region an Frankreich.
Im direkten Umfeld des lothringischen Montan-Oberzentrums Forbach wurden von den Betreibern der Kohlengruben im „Lothringer Kohlebecken“ (Bassin de Lorraine) Mitte der 1950er Jahre zahlreiche größere Siedlungen für die Montanarbeiter errichtet. Eine der umfangreichsten Siedlungen für Arbeiter mit nordafrikanischem Migrationshintergrund wurde in Farébersviller (deutsch Pfarrebersweiler) erbaut. In den 1960er Jahren kamen viele Italiener. Die zwischen Forbach und Freyming-Merlebach gelegene, dörflich strukturierte Gemeinde hatte im Jahr 1954 etwa 600 Einwohner. Nach dem Bau von großen Arbeitersiedlungen wuchs die Bevölkerung bis zu einem Höchststand von 8450 Einwohnern (1962) an.

### Cité du Wiesberg
Um den Zustrom an Arbeitern nach dem Zweiten Weltkrieg unterzubringen, baute die Gesellschaft Houillères du Bassin de Lorraine (Kohlengruben des Lothringer Beckens) eine Satellitenstadt am südlichen Rand von Forbach. Zunächst waren 2600 Wohnungen geplant, gebaut wurden 1228 von 1959 bis 1973. Der Architekt war Émile Aillaud, der bereits ähnliche Siedlungen gebaut hatte. Es handelt sich um mehrstöckige Wohnblocks, die auf der „grünen Wiese“ gebaut wurden, mit vielen Grünflächen dazwischen. Besonderes Kennzeichen sind die 10-stöckigen, parabolischen Türme. Die Fenster sind unregelmäßig verteilt. Die Gebäude sind bunt bemalt.

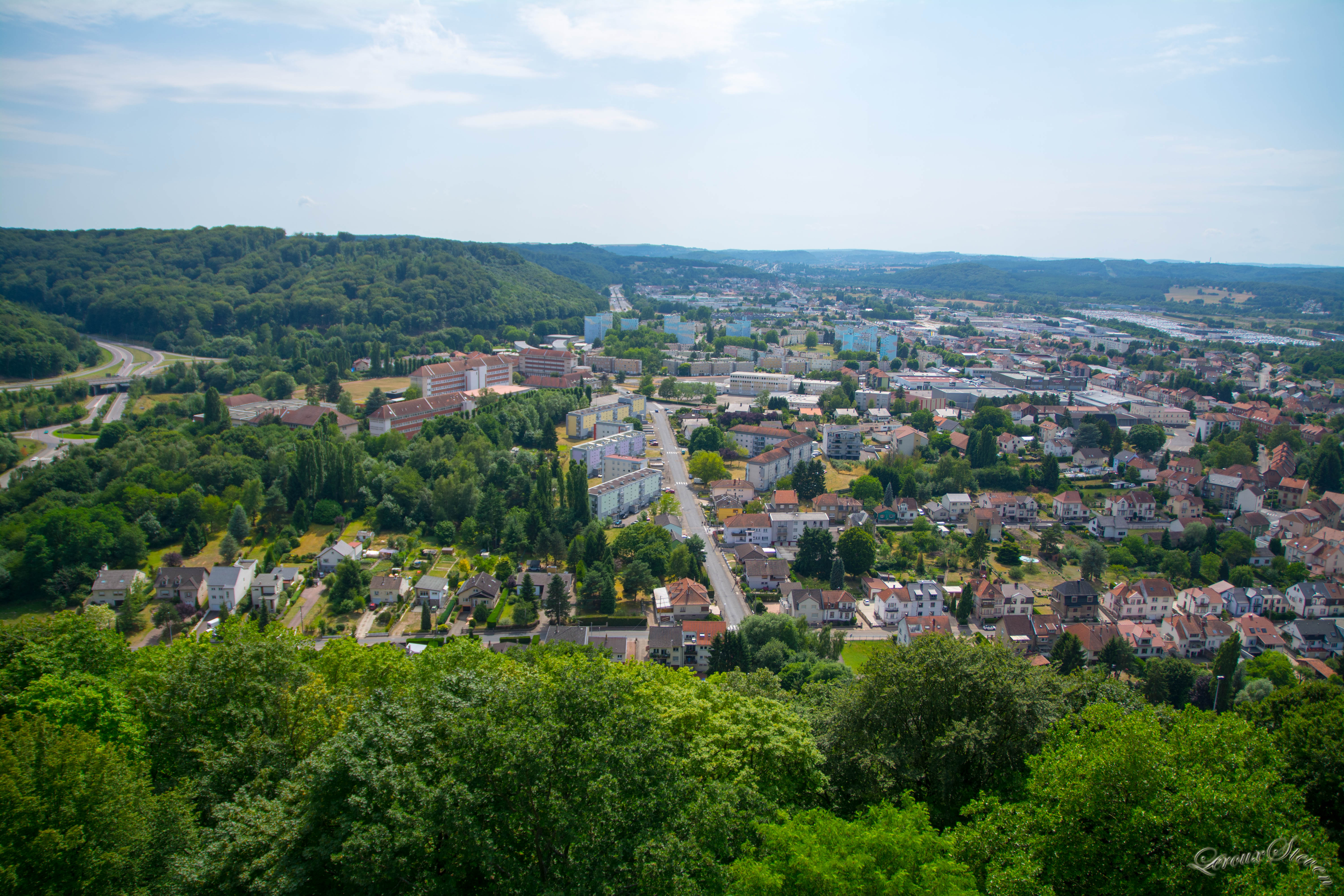
Cité du Wiesberg

In den 2000er Jahren entwickelte sich das Viertel zum Brennpunktviertel, Armut und Kriminalität nahmen zu. Die Gemeinde will Teile des Viertels abreisen, um den Rest sanieren zu können. Wegen der außergewöhnlichen Architektur wollen viele das Viertel im Originalzustand erhalten.

### Demographie
| Jahr | Einwohner | Anmerkungen |
| ---- | --------- | --- |
| 1736 | ≈ 1500    | [ 15 ] |
| 1797 | –         | 354 Familien |
| 1802 | ≈ 1800    | [ 15 ] |
| 1821 | 3110      | [ 16 ] |
| 1841 | 4288      | in 671 Familien verteilt auf 431 Häuser                                                                                       |
| 1861 | 4860      | [ 17 ] |
| 1872 | 5428      | am 1. Dezember, in 698 Gebäuden, darunter 306 Protestanten, drei Mennoniten und 261 Juden nach anderen Angaben 5691 Einwohner |
| 1880 | 7114      | am 1. Dezember, auf einer Fläche von 2261 ha, in 850 Häusern, davon 5998 Katholiken, 872 Evangelische und 241 Juden           |
| 1885 | 7839      | davon 1014 Evangelische, 6638 Katholiken und 181 Juden                                                                        |
| 1890 | 9575      | [ 8 ] |
| 1900 | 8207      | mit der Garnison (ein Trainbataillon Nr. 16), meist katholische Einwohner                                                     |
| 1905 | 8.628     | [ 8 ] |
| 1910 | 10.107    | davon 8324 Katholiken, 1601 Evangelische und 171 Juden                                                                        |

| Jahr      | 1962   | 1968   | 1975   | 1982   | 1990   | 1999   | 2009   | 2019   | 2020   |
| --------- | ------ | ------ | ------ | ------ | ------ | ------ | ------ | ------ | ------ |
| Einwohner | 21.704 | 23.120 | 25.244 | 27.187 | 27.076 | 22.784 | 21.595 | 21.597 | 21.509 |

Neben der ursprünglichen Bevölkerung Forbachs und Einwanderern polnischer, italienischer, spanischer und portugiesischer Herkunft leben zahlreiche Menschen maghrebinischer Herkunft in Forbach und Umgebung, mit Vorfahren aus dem ehemaligen Französisch-Nordafrika (heute Teile von Algerien, Tunesien, Marokko und Libyen). Sie wurden von der seinerzeit blühenden ostlothringischen Montanindustrie als Arbeiter angeworben. Überwiegend muslimischen Glaubens bildeten sie mit ihren Nachkommen teilweise abgeschottete Gesellschaften, die auch heute noch nicht in vollem Umfang in die lothringische Gesellschaft integriert sind. Durch ihre zentrale Unterbringung in neu entstandenen Hochhausgebieten erfolgte eine gewisse Ghettoisierung, die Spannungen und soziale Probleme hervorrief bzw. sichtbar machte.
Die eingewanderten Arbeiter und ihre Familien waren überwiegend muslimischen Glaubens. Sie bauten sich in den 70er Jahren ein eigenes Kulturzentrum mit einer weithin sichtbaren Moschee, eine im ostfranzösischen Raum singuläre Situation.

## Kultur und Sehenswürdigkeiten
Bekannte Sehenswürdigkeiten sind die Burg von Forbach und die Heilig-Kreuz-Kapelle. Darüber hinaus ist auch die Protestantische Pfarrkirche aufgrund ihrer zahlreichen architektonisch-stilistischen Besonderheiten sehenswert.

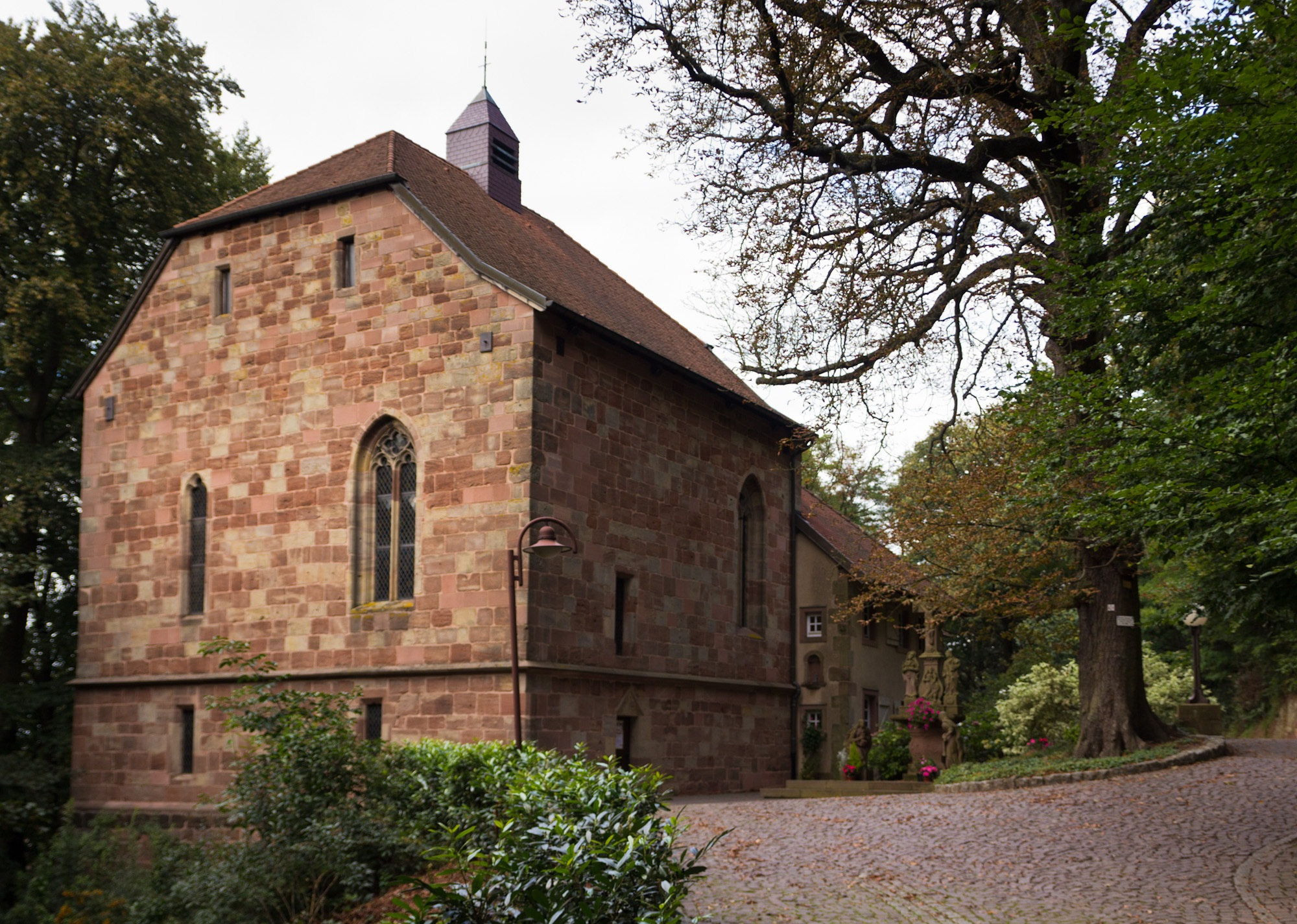
Gotische Heilig-Kreuz-Kapelle (13. Jahrhundert)
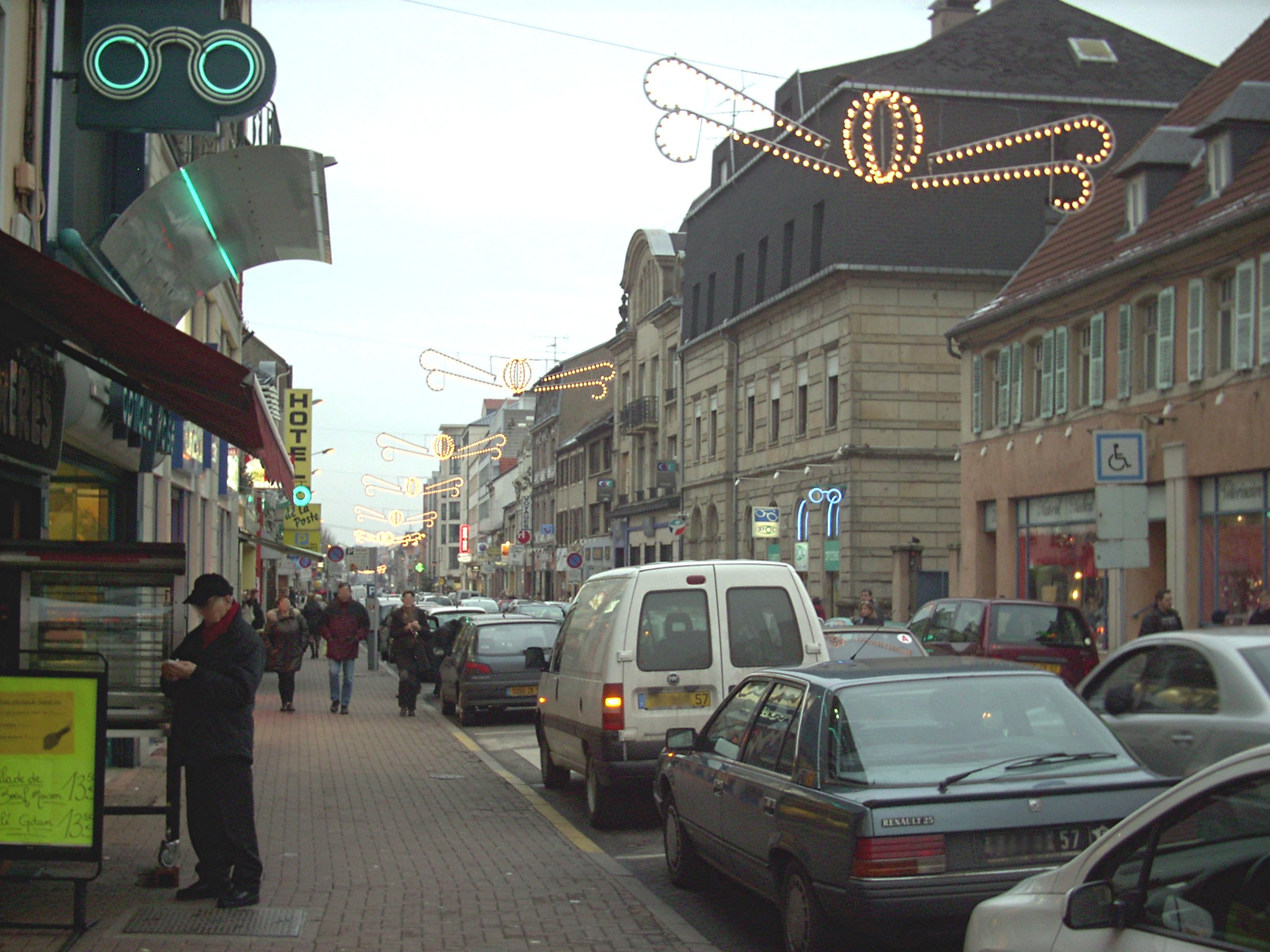
Innenstadt, Rue Nationale
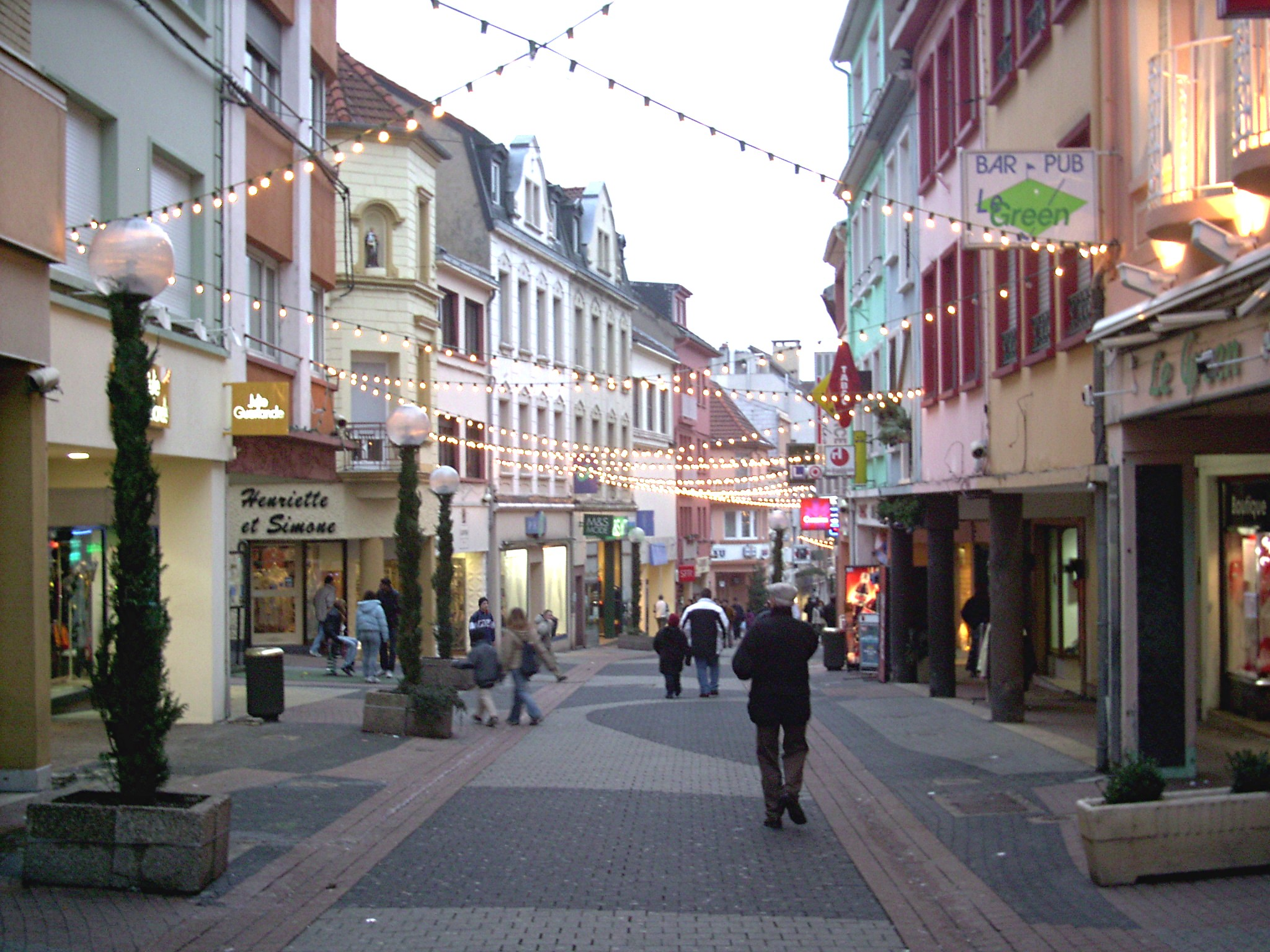
Innenstadt, Rue Nationale
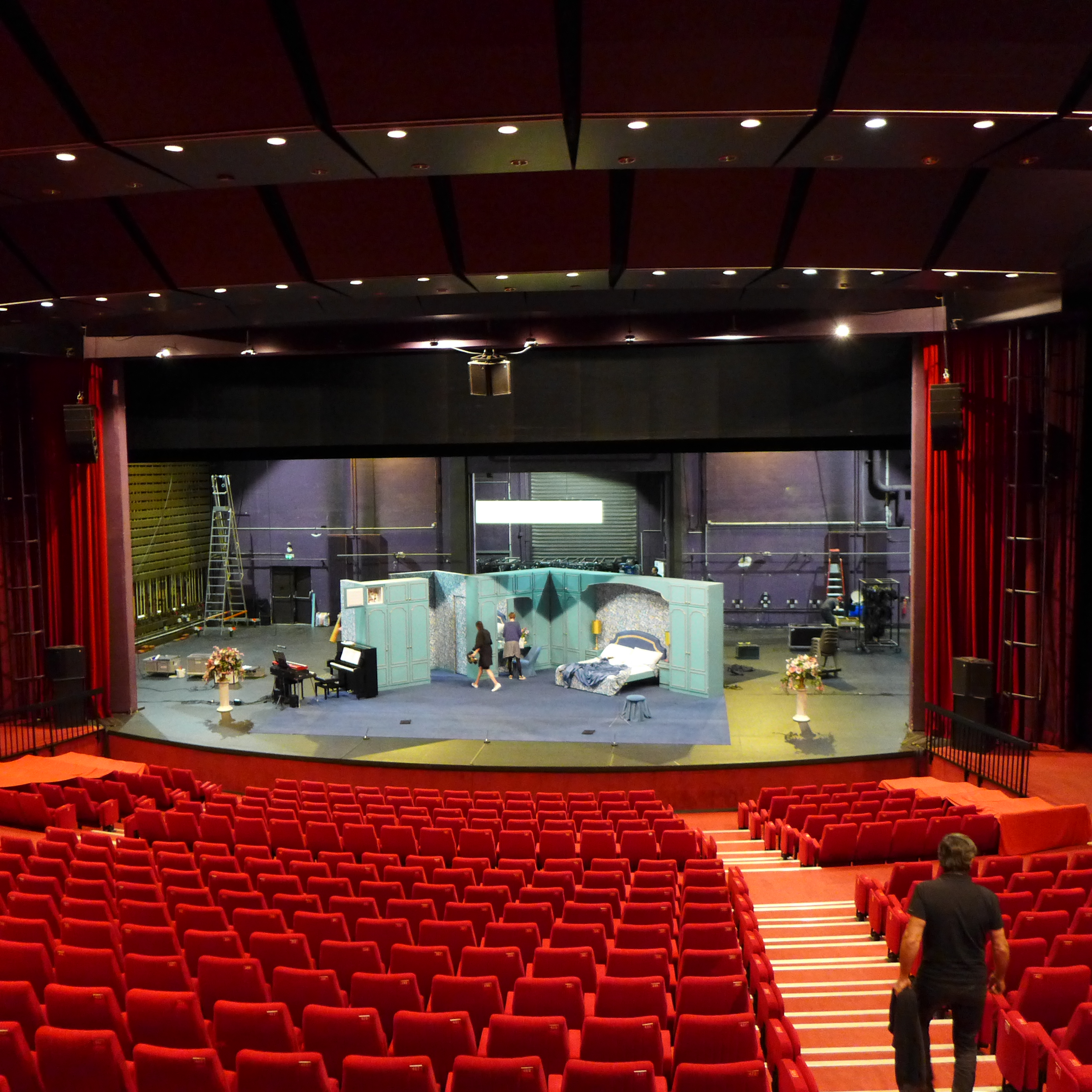
Forbacher Nationalbühne „Le Carreau – Scène Nationale de Forbach et de l’Est mosellan“

Die Ruinen der mittelalterlichen Burganlage auf dem Kappelberg/Schlossberg wurden 1886 von den Forbacher Industriellen Gustav Jacob Adt zur privaten Nutzung aufgekauft und danach zu einer privaten Parkanlage umgestaltet. Die Grundmauern der Forbacher Burgruine wurden in sechsjähriger archäologischer Grabung durch den Forbacher Gymnasialprofessor Max Besler freigelegt. Danach beauftragte man im Jahr 1891 den Metzer Dombaumeister und lothringischen Denkmalpfleger Paul Tornow mit der Bauleitung für einen historisierenden Neubau des mittelalterlichen Burgturmes, dessen runde Grundmauern bei der Grabung freigelegt worden waren. Tornow setzte auf die runden Grundmauern einen neogotischen achteckiger Aussichtsturm und errichtete daneben einen neogotischen Festsaal. Die Anlage erhielt den Namen „Saareck“. Etwa zweihundert Meter unterhalb der Saareck-Anlage ließ Gustav Jakob Adt in den Jahren 1901 bis 1906 den sogenannten „Burghof“ als landwirtschaftlichen Gutshof ebenfalls im mittelalterlich-historisierenden Stil erbauen. Zu Ehren von Reichskanzler Otto von Bismarck ließ er darüber hinaus ein Denkmal im Schlosspark aufstellen. Die gesamte Anlage auf dem Schloßberg wurde nach der Niederlage des Deutschen Reiches im Zweiten Weltkrieg enteignet und befindet sich aktuell im Besitz der Stadt Forbach. Der sogenannte „Burghof“ wird heute als Veranstaltungs- und Tagungszentrum der Stadt Forbach genutzt.
Die Forbacher Nationalbühne „Le Carreau – Scène Nationale de Forbach et de l’Est mosellan“ gehört zu den 70 französischen Nationalbühnen. Der Bertolt-Brecht-Saal der Forbacher Nationalbühne ist mit 662 Plätzen einer der größten und am besten ausgestatteten Theatersäle in Lothringen. Die Bühnenöffnung hat eine Breite von ca. 25 m und eine Höhe von 18 m. Der Heiner-Müller-Saal ist mit einer flexiblen Zuschauertribüne von 104 bis 120 Plätzen ausgestattet.

### Sakralbauten
Forbach ist vorwiegend katholisch geprägt und gehört zum Bistum Metz, aber auch eine protestantisch-lutherische Kirche sowie eine ehemalige Synagoge existieren in der Stadt.
Die Forbacher Remigiuskirche ist die größte Kirche des Ortes und wurde in den Jahren 1866 bis 1868 durch den Saargemünder Architekten Charles Desgranges erbaut. Sie ersetzt eine frühere Kirche, die infolge der Industrialisierung für die gewachsene Bevölkerung des Ortes zu klein geworden war. Das neofrühgotische Sakralgebäude mit dem Patrozinium des heiligen Bischofs Remigius von Reims wurde am 21. Oktober 1868 durch den Metzer Bischof Paul Dupont des Loges eingeweiht. Da Kirche und Ort im Ersten Weltkrieg von Zerstörungen verschont geblieben waren, errichtete man als Votivgabe im Jahr 1923 vor dem Portal eine Herz-Jesu-Statue. Im Zweiten Weltkrieg mussten im Jahr 1943 vier der fünf Glocken des Turmgeläutes von St. Remigius zu Kriegszwecken abgegeben werden. Im Winter 1944/45 wurden Kirche und Stadt durch Artilleriebeschuss in Mitleidenschaft gezogen. Im Jahr 1949 konnten die eingeschmolzenen Glocken durch Neugüsse ersetzt werden. Die Remigiuskirche wurde in den Jahren 1988 und 1995 restauriert. Reparaturarbeiten an der Emporen-Orgel des Jahres 1964 erfolgten in den Jahren 1998 bis 2000. Die Orgel ist ein Werk von Theo Haerpfer aus Boulay.

## Wirtschaft und Infrastruktur

### Grenzübergreifende Wirtschaftsregion

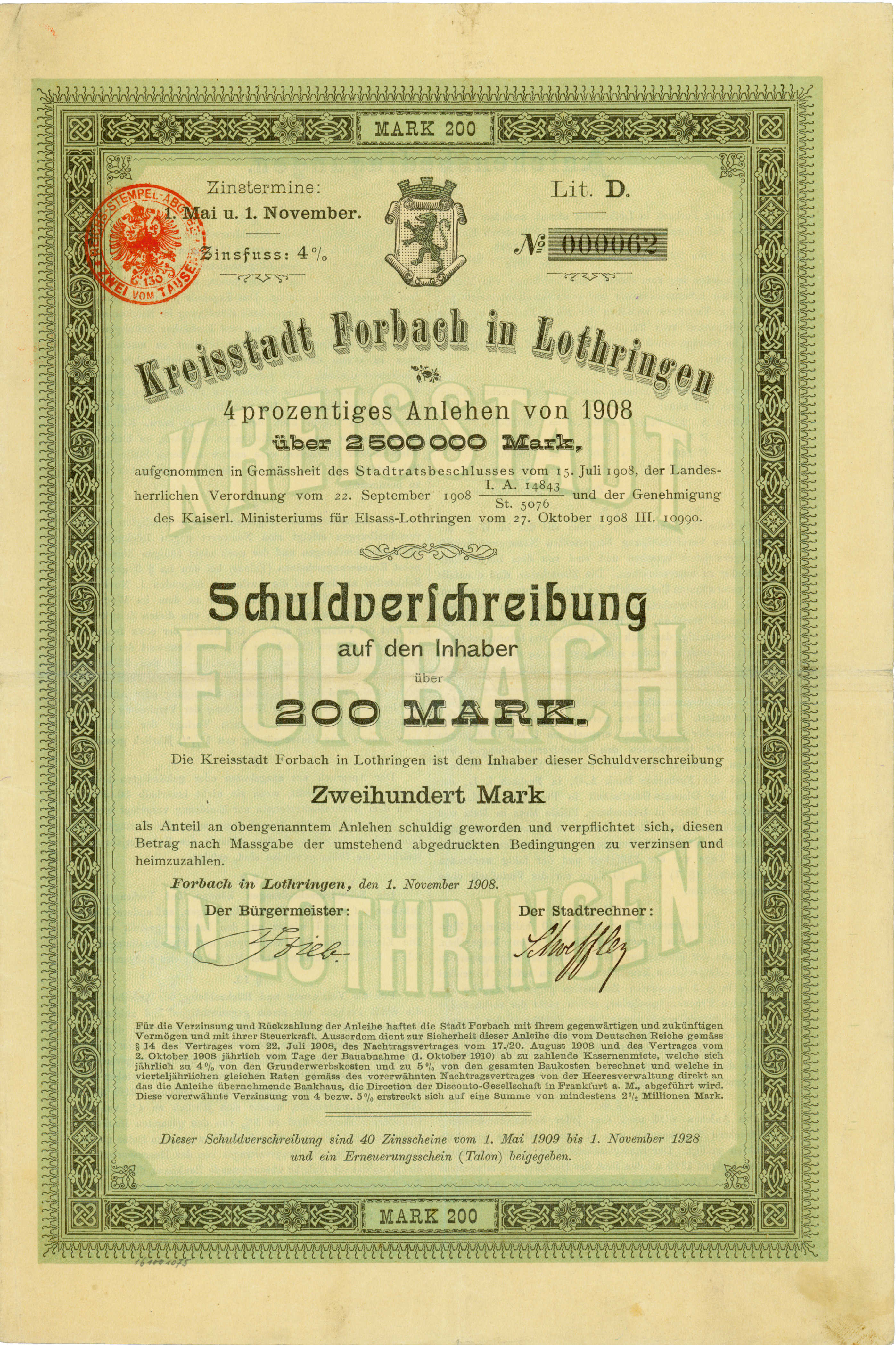
Schuldverschreibung der Kreisstadt Forbach in Lothringen vom 1. November 1908 zur Finanzierung der Elektrifizierung der Straßenbahn, der Kanalisation und eines Schlachthauses

Als benachbarte Grenzstädte haben sich Saarbrücken und Forbach zu einer Kooperation entschlossen. Mit der Schaffung des gemeinsamen grenzübergreifenden Gewerbegebietes Eurozone Saarbrücken–Forbach auf einer Fläche von etwa 100 Hektar (= 1 km²) wurde ein Zeichen gesetzt für das wirtschaftliche Zusammenwachsen in einem geeinten Europa. Der grenzüberschreitende Gewerbe- und Dienstleistungspark wurde und wird von der Europäischen Union finanziell gefördert und von den Städten Saarbrücken und Forbach gemeinsam erschlossen und vermarktet.

### Sendeanlage Kreutzberg
Auf dem zu Forbach gehörenden Kreutzberg (380 Meter) befindet sich eine Sendeanlage für UKW-Radio und das französische Fernsehen (Turmspitze: 455 Meter).

### Verkehr

#### Schienenverkehr
Der Bahnhof Forbach an der Bahnstrecke Saarbrücken–Rémilly liegt am Eisenbahnkorridor (Paris–) Metz–Saarbrücken (–Kaiserslautern–Mannheim–Frankfurt (Main)). Die Strecke Paris–Lorraine (LGV Est européenne) wurde als Schnellfahrstrecke ausgebaut. Der Bahnhof wurde im Zuge dieser Beschleunigungsmaßnahmen seit Sommer 2006 den Bedürfnissen angepasst. Am 16. September 2006 wurde ein ICE 3MF auf den Namen Forbach-Lorraine getauft. Seit Juni 2007 halten in Forbach einmal täglich ICE-Züge der Linie 82 Frankfurt (Main)–Paris.
Außerdem verkehren stündlich Regionalzüge in Richtung Metz sowie mehrmals täglich nach Saarbrücken.

#### Nahverkehr
In der Stadt und in das Umland sowie über die deutsch-französische Grenze ins Stadtgebiet von Saarbrücken verkehren mehrere Buslinien, von denen die meisten den Busbahnhof Forbach (am Bahnhof Forbach) anfahren:
| Nr. | betrieben von Forbus                                                |
| --- | ------------------------------------------------------------------- |
| 01  | Brême d’Or – Petite-Rosselle                                        |
| 02  | Habsterdick – Lycée Blaise Pascal                                   |
| 03  | Bellevue – Forbach Gare Routière – Wiesberg                         |
| 04  | Bruch – Forbach Gare Routière – Wiesberg                            |
| 05  | Schœneck – Forbach Gare Routière – Œting                            |
| 06  | Petite Forêt – Forbach Gare Routière                                |
| 07  | Behren – Forbach Gare Routière                                      |
| 08  | Alsting-Spicheren-Etzling – Forbach Gare Routière                   |
| 11  | Petite-Rosselle – Petite-Rosselle                                   |
| Nr. | grenzüberschreitend, gemeinsam betrieben mit Saarbahn GmbH          |
| 30  | Forbach Gare Routière – Brême d’Or – Messegelände – Saarbrücken Hbf |

#### Straßenverkehr

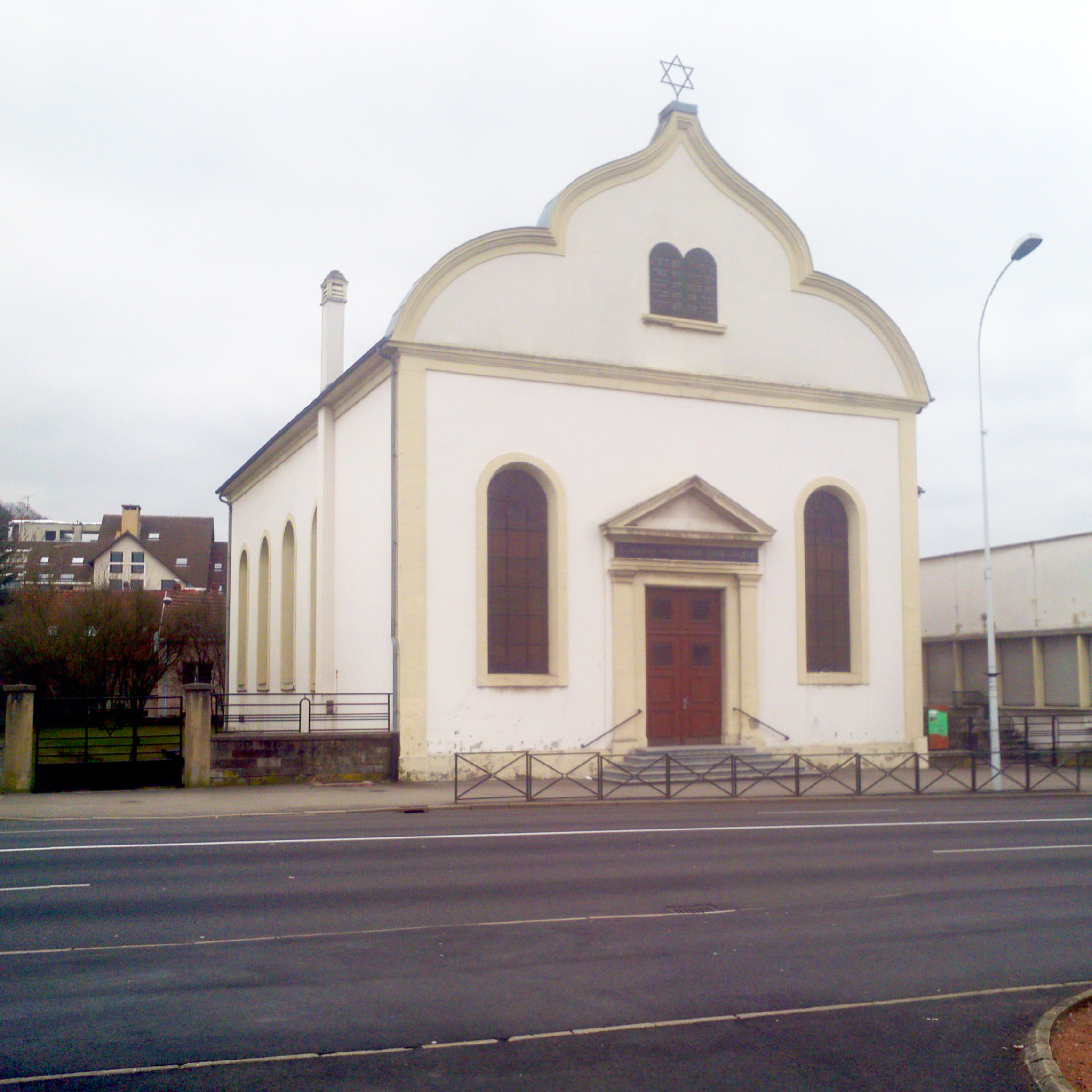
Synagoge in Forbach

Direkt durch das Stadtgebiet führt die 15 Kilometer lange Autoroute A320, die die Autoroute A4 (Straßburg–Metz) bei Freyming-Merlebach mit der A 6 am Grenzübergang Goldene Bremm bei Saarbrücken verbindet. Dort endet auch die Route nationale 3 von Paris-Porte de Pantin, einst ein Teil der unter Napoléon Bonaparte ausgebauten Kaiserstraße nach Mainz.

## Politik

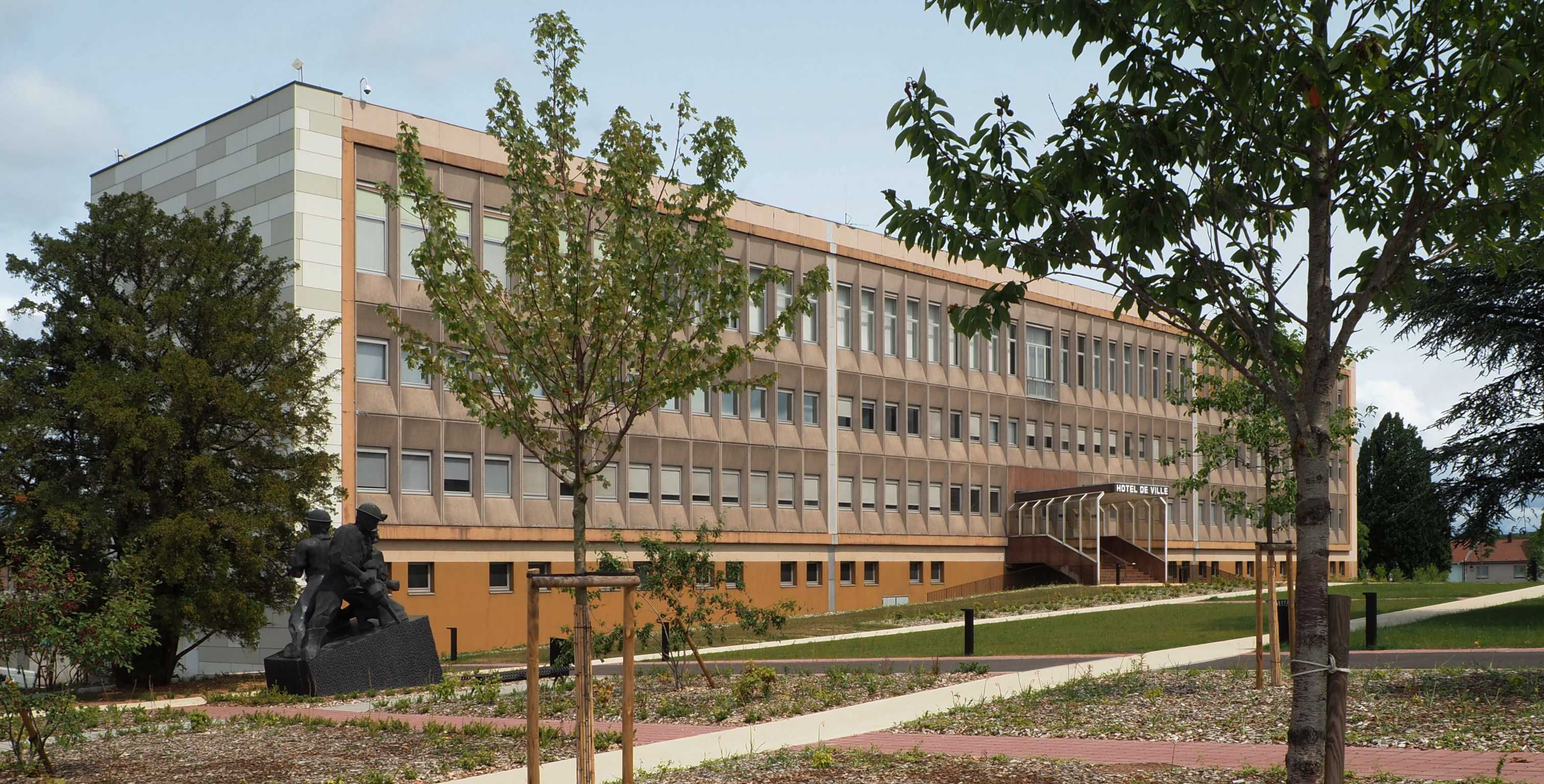
Rathaus der Stadt Forbach

Bürgermeister von Forbach ist seit 2008 der Sozialist Laurent Kalinowski (Parti Socialiste <PS>). Er kandidierte bei den Kommunalwahlen 2014 gegen seinen Kontrahenten Florian Philippot (Front National <FN>) und gewann in einer Stichwahl am 30. März 2014 mit 47,73 Prozent deutlich gegen Philippot (35 Prozent).

### Städtepartnerschaft
- Seit 1964 besteht eine Städtepartnerschaft mit Völklingen, der viertgrößten Stadt im Saarland und seit 2011 mit der italienischen Stadt Ravanusa auf Sizilien.

## Sport
Bekanntester Sportverein der Stadt ist die 1909 gegründete Union Sportive. Von 1957 bis 1966 spielten ihre Fußballer sogar in der zweiten französischen Liga. Ihre Heimbegegnungen tragen sie im Stade du Schlossberg aus.

## Persönlichkeiten

### Söhne und Töchter der Stadt
- Jean-Nicolas Houchard (1738–1793), französischer General
- Elias Stein (1748–1812), niederländischer Schachspieler
- Christian von Zweybrücken (1782–1859), ein aus dem Haus Wittelsbach abstammender Freiherr und bayerischer Offizier
- Karl August von Zweybrücken (1784–1812), aus dem Haus Wittelsbach abstammender Freiherr und bayerischer Offizier
- Mendel Beer (1788–1870), Kaufmann und nachweislich erster Jude der Stadt St. Ingbert
- Adolf Sengel (1869–1944), deutscher Professor für Elektrotechnik
- Sofie Christmann (1883–1944), deutsche Politikerin
- Karl Eugen Offermann (1883–1959), deutscher Jurist und Ministerialdirektor
- Hans Adt (1888–1980), deutscher Papierindustrieller
- Leo Klauber (1890–1935), deutscher praktischer Arzt und Aktivist der Roten Hilfe Deutschlands
- August Hoff (1892–1971), deutscher Kunsthistoriker
- Thor Goote (1899–1940), deutscher Schriftsteller und Luftfahrtingenieur
- Hans Bühler (1907–1987), Ingenieur
- Gustav Willhaus (1910–1945), deutscher SS-Obersturmführer und KZ-Kommandant des Zwangsarbeitslagers Lemberg-Janowska
- Alphonse Rolland (1919–2012), Fußballspieler
- Patrick Barth (* 1949), Fußballtorwart, Torwart- und Fußballtrainer
- Lulu Reinhardt (1951–2014), Jazzgitarrist
- Jean-Luc Cairon (1962–2022), Turner
- Hono Winterstein (* 1962), Jazzgitarrist
- Popots Winterstein (* 1964), Jazzgitarrist
- Patricia Kaas (* 1966), Sängerin
- Céline Géraud (* 1968), Judoka, Fernsehmoderatorin und Sportjournalistin
- Régis Sauder (* 1971), Dokumentarfilmer
- Christian Bauer (* 1977), Schachmeister
- Timbo Mehrstein (* 1977), Jazzmusiker
- Mike Reinhardt (* 1977), Jazzmusiker
- Gennaro Bracigliano (* 1980), Fußballspieler
- Alain Schmitt (* 1983), Judoka, Weltmeisterschaftsdritter
- Ludovic Guerriero (* 1985), Fußballspieler
- Sophie Huber (* 1985), Schwimmerin
- Samir Louadj (* 1985), französisch-algerischer Fußballspieler
- Arnaud Anastassowa (* 1988), französisch-bulgarischer Fußballspieler
- Smail Morabit (* 1988), französisch-marokkanischer Fußballspieler
- Anthony Caci (* 1997), französischer Fußballspieler
- William Mikelbrencis (* 2004), französischer Fußballspieler

### Personen, die vor Ort wirkten
- Johann Fischart (1546–1591), frühneuhochdeutscher Dichter, starb in Forbach
- Anton Gapp (1766–1833), französischer katholischer Priester und Gründer eines Schwesternordens in Homburg (Saar); verlegte das Mutterhaus seines Ordens 1821 nach Forbach, starb hier 1833 und wurde auch hier beigesetzt
- Peter Adt (1820–1900), Unternehmer und Bürgermeister der Stadt

## Trivia
Manche Einwohner Forbachs nennen sich auf Französisch Forbachois(es) (Aussprache [fɔʀba'kwa(z)]); ihre Spitznamen sind „Die Kappelberger“ (aufgrund des Namens des Forbacher Hausbergs Kappelberg/Schlossberg) und „Die Eckesteher“.